# Миланко Боровчанин Ромсок
Миланко Боровчанин Ромсок (Подгајинe, 10. фебруар 1954) књижевник је и Члан Удружења књижевника Републике Српске.

## Биографија
Миланко Боровчанин Ромсок је рођен 10. фебруара 1954. године у селу Подгајинe на Романији. Аутор је више запажених збирки поезије и једне антологијске поеме. Живи у Сокоцу и Члан је Удружења књижевника Републике Српске.